# B. B. Lal
Braj Basi Lal (Yansi, 2 de mayo de 1921 - Nueva Delhi, 10 de septiembre de 2022), más conocido como B. B. Lal, fue un arqueólogo indio. Ejerció como director general de la Archaeological Survey of India (estudio arqueológico de la India) entre 1968 y 1972, y desempeñó el cargo de presidente del Congreso Arqueológico Mundial. También trabajó en comités de la UNESCO.
En 2000 el Gobierno de la India le otorgó el premio Padma Bhushan.

## Estudios
B. B. Lal obtuvo su maestría en sánscrito (incluyendo el estudio del Rig-veda, el texto más antiguo de la India, de mediados del II milenio a. C.) en la Universidad de Allahabad (India).

## Obra arqueológica
El Dr. B. B. Lal había trabajado como arqueólogo durante más de 50 años. Fue adiestrado en excavaciones por un arqueólogo veterano, Mortimer Wheeler en sitios como Taksila y Harappa, y otros sitios históricos tales como Sisupalgarh (en Orissa).
Entre 1950 y 1952 trabajó en la arqueología de los sitios mencionados en el texto épico religioso Majábharata (texto épico-religioso del siglo III a. C.), incluyendo Jastinapura, la capital de los kurus.
Realizó descubrimientos de muchos sitios de la cultura de la cerámica pintada de gris en la planicie indogangética y el doab (región entre ríos) del río Ganges y el río Yamuna superior.
El Dr. B. B Lal había trabajado en el yacimiento mesolítico de Birbhanpur (Bengala Occidental), en el sitio calcolítico de Gilund (Rayastán) y el sitio harapano de Kalibangan (Rayastán).
También trabajó en los sitios mencionados en el Ramaiana (Aiodhiá, áshram de Bharad Vaya, Nandigram, Chitrakut y Shringavera Pura, etc.
Dos arqueólogos británicos ―Stuart Piggott y D. H. Gordon― describieron las obras publicadas por B. B. Lal sobre los depósitos de cobre en la cuenca del Ganges y su informe de la excavación en Hastinapura, que fueron publicados en la revista de la Archaeological Survey of India, como «modelos de investigación y presentación de informes de excavación».
También había publicado varios libros y más de 150 trabajos de investigación y artículos en prestigiosas revistas científicas nacionales e internacionales.

## Honores
El profesor B. B. Lal fue el director general de la Archaeological Survey of India entre 1968 y 1972, y más tarde fue director del Instituto Indio de Estudios Avanzados, en Shimla.
El profesor Lal fue galardonado con el Padma Bhusana por el presidente de la India en 2000.

## Obras
- 1984: Frontiers of the Indus civilization.
- 1997: The earliest civilization of South Asia.
- 1998: New light on the Indus civilization [1947-1997].
- 2002: The Saraswati flows on: the continuity of indian culture. Nueva Delhi: Aryan Books International.
- 2005: The homeland of the aryans. Evidence of rigvedic flora and fauna & archaeology. Nueva Delhi: Aryan Books International.